# Гаудасинский, Станислав Леонович
Станисла́в Лео́нович Гаудаси́нский (4 марта 1937 года, Ивановская область, РСФСР — 20 марта 2020) — советский и российский оперный режиссёр. Заведующий кафедрой режиссуры музыкального театра Санкт-Петербургской консерватории, профессор.
Президент Санкт-Петербургской консерватории имени Римского-Корсакова с 2007 по 2008 год. Художественный руководитель-директор Государственного Малого театра оперы и балета, впоследствии переименованного в Михайловский театр, с 1980 по 2007 год.
Среди постановок Станислава Гаудасинского — классические произведения, а также работы современных композиторов, например, «Мария Стюарт» Сергея Слонимского и «Пётр Первый» Андрея Петрова.
Окончил Ленинградскую консерваторию по классу вокала (бас), затем там же по специальности «режиссёр музыкального театра».
Похоронен на Новодевичьем кладбище Санкт-Петербурга.
Одним из учеников Гаудасинского был режиссёр, актёр и музыкант Михаил Тимофти, обучавшийся с 1981 по 1985 год на факультете «режиссура музыкального театра» ЛГК имени Н. А. Римского-Корсакова.

## Награды
- Заслуженный деятель искусств РСФСР (25 августа 1983 года).
- Государственная премия РСФСР имени М. И. Глинки (1983 год) — за постановку оперы «Мария Стюарт» С. М. Слонимского в Малом театре оперы и балета в Ленинграде.
- Орден Дружбы народов (1986 год)[9].
- Народный артист РСФСР (14 августа 1989 года).
- Премия «Золотой софит» (1995 год) — за постановку оперы «Сказка о царе Салтане» Н. Римского-Корсакова[10].
- Орден «За заслуги перед Отечеством» IV степени (17 июня 1997 года) — за заслуги перед государством и большой вклад в развитие отечественного музыкального искусства[11].
- Золотой Почётный знак «Общественное признание» (1998 год).
- Орден «За заслуги перед Отечеством» III степени (24 февраля 2007 года) — за большой вклад в развитие отечественной музыкальной культуры, многолетнюю творческую и педагогическую деятельность[12].
- Премия Правительства Санкт-Петербурга в области литературы, искусства и архитектуры за 2006 год (23 мая 2007 года) — за достижения в области театрального искусства[13].
- Благодарность Законодательного Собрания Санкт-Петербурга (17 октября 2012 года) — за выдающиеся личные заслуги в области культуры и искусства в Санкт-Петербурге, многолетнюю плодотворную профессиональную деятельность, а также в связи с 75-летием со дня рождения[14].
- Почётный знак «За заслуги перед Санкт-Петербургом» (2012 год)[15].
- Премия Правительства Санкт-Петербурга в области культуры и искусства за 2014 год (22 мая 2015 года) — за достижения в области театрального искусства[16].

## Семья
- Жена — Ирина Богачёва (1939—2019), оперная певица, Почётный гражданин Санкт-Петербурга[17].
- Дочь — Елена Гаудасинская (1967—2019), пианистка, заслуженная артистка Российской Федерации (2007)[18].
- Внучка — Ирина Гаудасинская, обучается в Санкт-петербургской консерватории на оперного режиссёра.